# جادوگرها (فیلم ۱۹۹۰)
جادوگرها (انگلیسی: The Witches) فیلمی در ژانر فانتزی به کارگردانی نیکلاس روگ بر اساس کتابی به همین نام از رولد دال است که در سال ۱۹۹۰ ساخته شد.
به مانند کتاب، داستان فیلم هم در دنیایی پر از جادوگران بچه‌کش می‌گذرد که شمایل زن‌های عادی را دارند.

## ساخت
جادوگرها آخرین فیلمی است که جیم هنسون قبل از مرگش به‌طور شخصی بر روی آن کار کرد. این فیلم همچنین آخرین فیلم کمپانی لوریمار و آخرین فیلمی است که در زمان رولد دال ساخته شد (هم رولد دال و هم هنسون در همان سال مردند).
تمام قسمت اول فیلم (تا جایی به به بریتانیا بروند) در برجن در نروژ فیلمبرداری شد. بخش زیادی از فیلم در هتل هیدلند(که در فیلم به نام هتل اکسلسیور گفته می‌شد) در ساحل نیوکی در کورنوال می‌گذرد. رولد دال می‌خواست که شر، نقش علیاحضرت جادوگران را بازی کند اما شر در آن زمان مشغول بازی در فیلم پری‌های دربایی بود. بازیگران زیادی دیگری از جمله ارتا کیت، فیونا فولذتون، جنویو بوژو، استار آندریف، اولیویا هیوسی، سیگورنی ویور، فرانسس کونروی و لایزا مینلی همگی در مقطعی قبل از آنجلیکا هیوستون برای بازی در این نقش در نظر گرفته شدند. بازی هیوستون بعداً برای دال راضی‌کننده بود.

## بازخورد
جادوگرها در کل بازخورد مثبتی از منتقدان دریافت کرد و از بین ۳۲ ریویو روی فیلم ۱۰۰٪ به فیلم امتیاز کامل دادند که اتفاقی نادر است. راجر ایبرت ۳ ستاره از ۴ ستاره به فیلم داد و آن را یک فیلم کنجکاو کننده، بلندپروازانه و خلاقانه خواند که به دلیل بازی هیوستون در نقش یک شرور غیرقابل مصالحه، ارزش دیدن دارد خواند. رولد دال اما فیلم را به دلیل پایان‌بندیش که کاملاً در تضاد با کتاب بود کاملاً بد خواند.
فیلم در تعداد زیادی از جوایز بین‌المللی کاندیدای بخش‌های مختلف شد و جوایز زیادی نیز کسب کرد.

## بازیگران
- آنجلیکا هیوستون
- مای زترلینگ
- روآن اتکینسون
- جین هرکس
- برندا بلتین
- بیل پترسون
- روبرتا تیلر
- اِما رالف